# Szilvia Molnar
Szilvia Molnar, född 24 september 1984 i Budapest, i Ungern, är en amerikansk författare. Molnars familj flyttade till Sverige när hon var 4 år gammal, sedan har hon bott och studerat i London innan hon flyttade till USA, där hon nu arbetar på en litterär agentur.